# Mary’s Meals
Mary’s Meals ist eine schottische Kinderhilfsorganisation, die 2002 aus der 1992 gegründeten Scottish International Relief (SIR) entstand. Sie stellt an jedem Schultag Mahlzeiten für über zwei Millionen Kinder in Bildungseinrichtungen bereit und operiert derzeit (Stand 2024) in 17 Ländern Afrikas, Asiens, Lateinamerikas, Osteuropas und der Karibik. Die meisten Kinder werden allerdings in Malawi versorgt, wo etwa einem Drittel der Grundschulkinder Brei von Mary’s Meals angeboten wird.
Es handelt sich bei Mary’s Meals um eine nichtstaatliche, gemeinnützige Organisation, die Schwesterorganisationen in Australien, Belgien, Bosnien-Herzegowina, Deutschland, Frankreich, Großbritannien, Irland, Italien, Kanada, Kroatien, den Niederlanden, Österreich, in der Schweiz, in Spanien, Tschechien und den USA hat.

## Geschichte

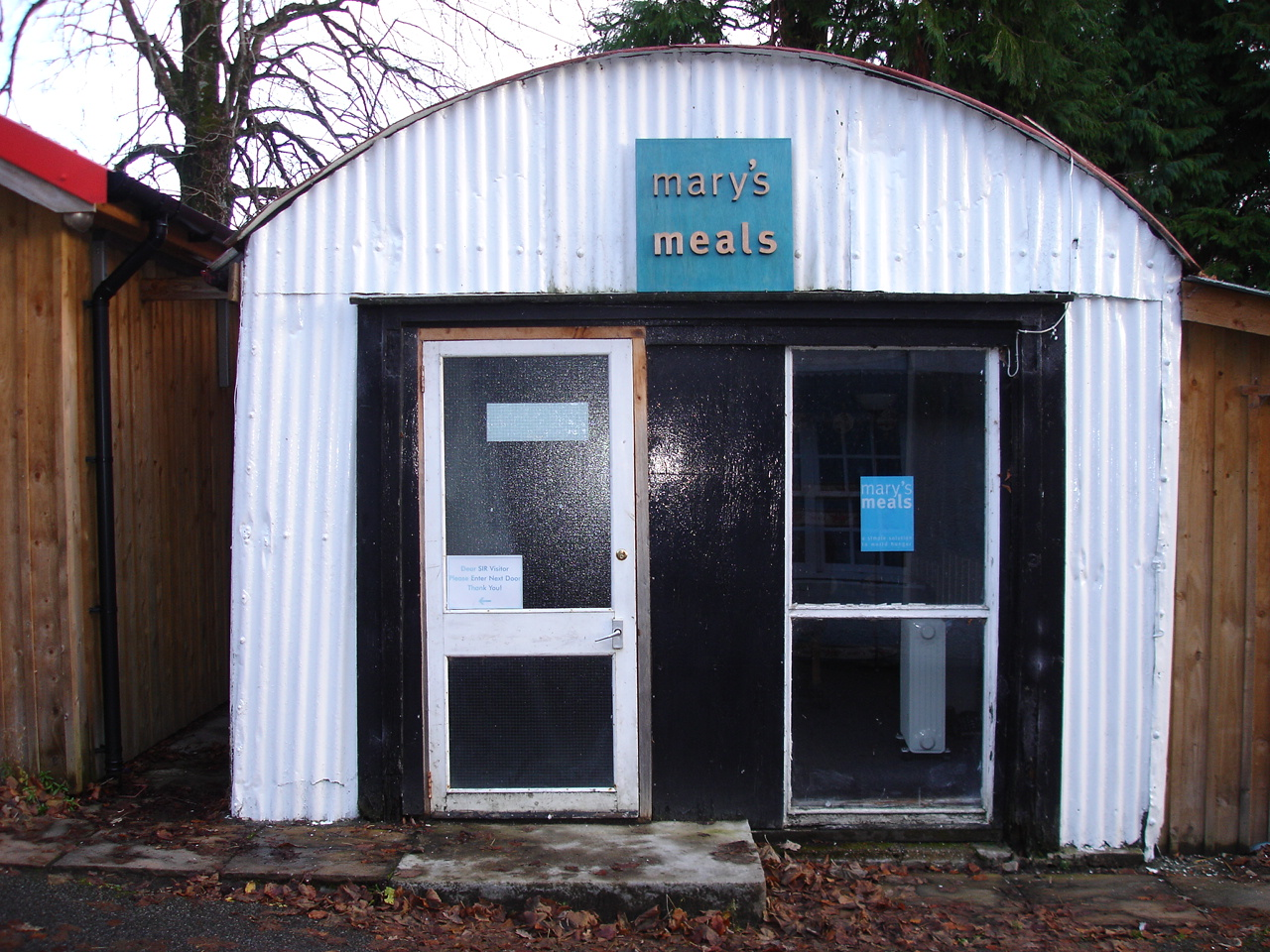
Der Schuppen in Dalmally, der während des Bosnienkrieges als Lagerhalle für Hilfsgüter diente, ist heute der Hauptsitz von Mary’s Meals und MacFarlane-Barrows Büro.

1992 starteten die Schotten Magnus und Fergus MacFarlane-Barrow einen regionalen Aufruf nach Decken, Nahrungsmitteln und Medikamenten, nachdem sie Berichte über den Bosnienkrieg gesehen hatten. Sie füllten einen Landrover mit Hilfsmitteln und transportierten die Ladung als Teil eines Hilfskonvois nach Medjugorje in Bosnien. Die Brüder, 25 und 27 Jahre alt, kehrten in ihre schottische Heimat zurück und wollten ihre Arbeit als Fischer wieder aufnehmen. Während ihrer Abwesenheit wurde der Schuppen ihrer Eltern jedoch mit weiteren Hilfsgütern gefüllt. Magnus McFarlane-Barrow nahm sich eine Auszeit, um die Hilfsgüter, so lange sie benötigt wurden und von Spendern zur Verfügung gestellt wurden, in das Krisengebiet zu transportieren. Er ist nie wieder in seinen alten Beruf zurückgekehrt. Die Spenden flossen weiter und das Projekt wurde als Hilfsorganisation unter der Bezeichnung Scottish International Relief angemeldet.
Während der folgenden zehn Jahre wuchs SIR beständig und konnte insgesamt etwa 10 Millionen Euro an Spenden sammeln. Die Hilfsorganisation baute Häuser für Waisenkinder in Rumänien, half Flüchtlingen in Liberia durch die Einrichtung mobiler Kliniken, lieferte weiterhin Hilfsgüter nach Kroatien und Bosnien und finanzierte viele weitere Projekte.
Mary’s Meals wurde 2002 ins Leben gerufen, als Magnus MacFarlane-Barrow während einer Hungersnot Malawi besuchte und eine mit AIDS im Sterben liegende Mutter traf. Als er ihren ältesten Sohn Edward nach seinen Hoffnungen für die Zukunft fragte, antwortete er: „Ich möchte genug zu essen haben und eines Tages eine Schule besuchen“. Diese Worte sollen ihn auf die Idee hinter Mary’s Meals gebracht haben. Man begann im selben Jahr mit der Versorgung von 200 Kindern und wandelte damit den Schwerpunkt auf Schulspeisungen.
2011 erreichte das Hilfsprojekt durch die Versorgung von weiteren 40.000 Kinder die Zahl von 500.000 versorgten Kinder an jedem Schultag.
Schließlich wurde SIR 2012 auch offiziell in Mary’s Meals umbenannt. Mit dem Namen bezieht sich die Organisation nach eigenen Angaben auf die Jungfrau Maria; man richte sich jedoch gleichermaßen an Menschen aller Glaubensrichtungen und an Menschen ohne religiöses Bekenntnis.
2023 wurde Mary’s Meals mit dem Prinzessin-von-Asturien-Preis ausgezeichnet.

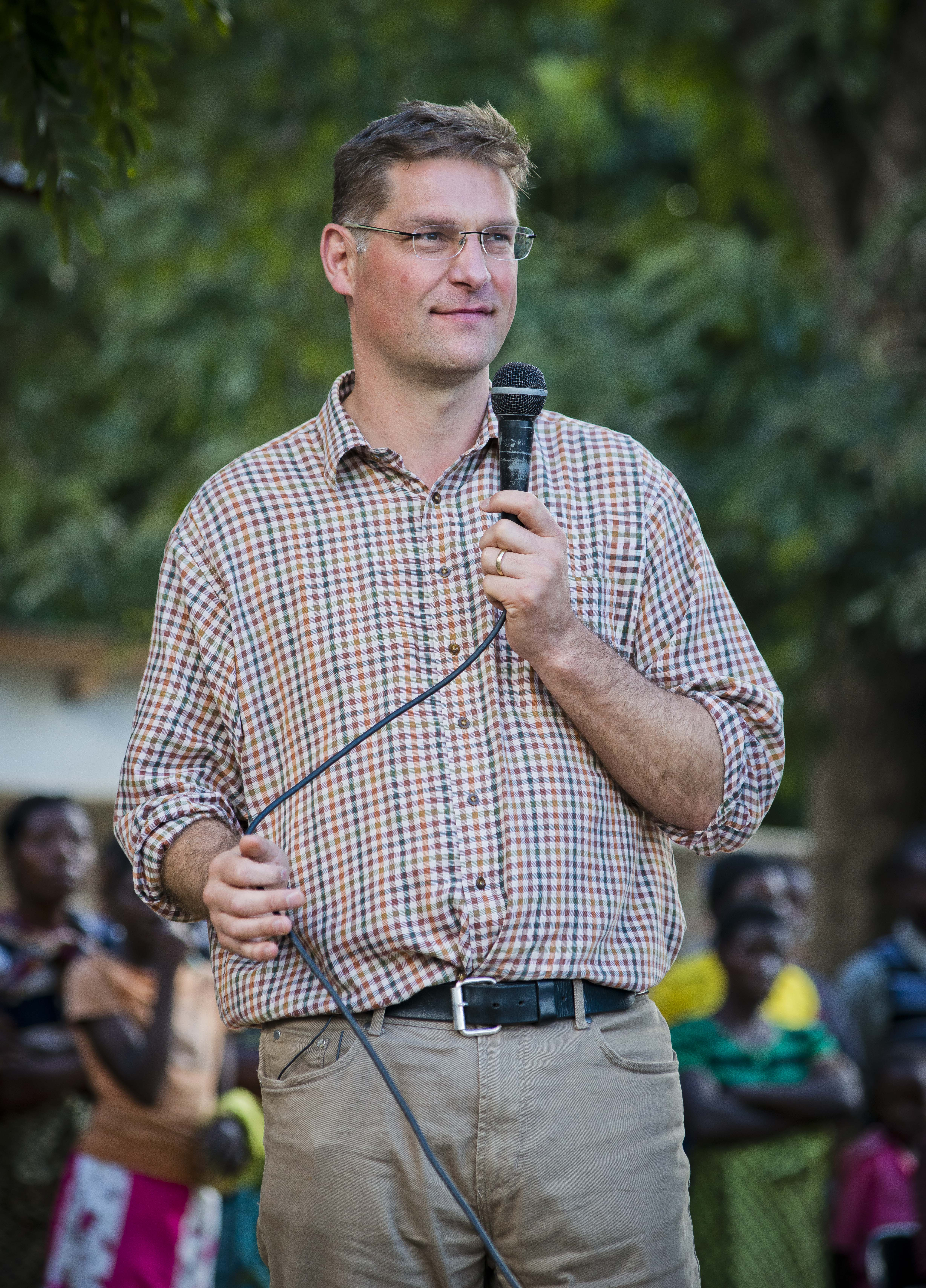
MacFarlane-Barrow bei der Veranstaltung anlässlich der Ernährung von einer Million Kindern (2015)

Heute werden jeden Schultag 2 Millionen Kinder (Stand: September 2021) in folgenden 19 Ländern versorgt: Äthiopien, Benin, Ecuador, Haiti, Indien, Kenia, Libanon, Liberia, Madagaskar, Malawi, Myanmar, Niger, Rumänien, Sambia, Simbabwe, Südsudan, Syrien, Thailand und Uganda. Die Kosten für die Ernährung eines Schulkindes betragen durchschnittlich 22 Euro pro Schuljahr.

## Magnus MacFarlane-Barrow
Magnus MacFarlane-Barrow wurde am 7. Februar 1968 in Aberdeen geboren und wuchs in einer katholischen Familie in Dalmally, Schottland mit einer Schwester und vier Brüdern auf. Er besuchte die Oban High School und studierte an der Stirling Universität Geschichte, brach das Studium jedoch nach einem Semester ab, um Lachszüchter zu werden. Er lebt in Dalmally, ist verheiratet und hat mit seiner Frau Julie, die er 1993 als Krankenschwester bei dem Transport von Hilfsgütern kennenlernte, sieben Kinder. Die Arbeit von Magnus McFarlane-Barrow wurde durch zahlreiche Auszeichnungen gewürdigt. Einige davon sind:
- CNN Hero of the Year 2010,[13]
- die vierte Stufe des britischen Ritterordens Order of the British Empire, OBE (auf der New Years Honours List 2011),[14]
- Time 100 „Einflussreichste Menschen“ des Jahres 2015.[15]

2015 veröffentlichte MacFarlane-Barrow sein erstes Buch The Shed That Fed A Million über die Geschichte von Mary’s Meals Es erschien 2017 auf Deutsch unter dem Titel Eine Schale Getreide verändert die Welt. 2020 folgte sein zweites Buch Give über 30 Jahre Wohltätigkeitsarbeit und die Herzlichkeit der Menschen. Das Buch nimmt einen mit auf eine Reise weg von der Frage, wie effektiv Wohltätigkeitsorganisationen sind, hin zu der Macht der Veränderung die eine wahre Wohltätigkeitsorganisation haben kann.

## Überblick

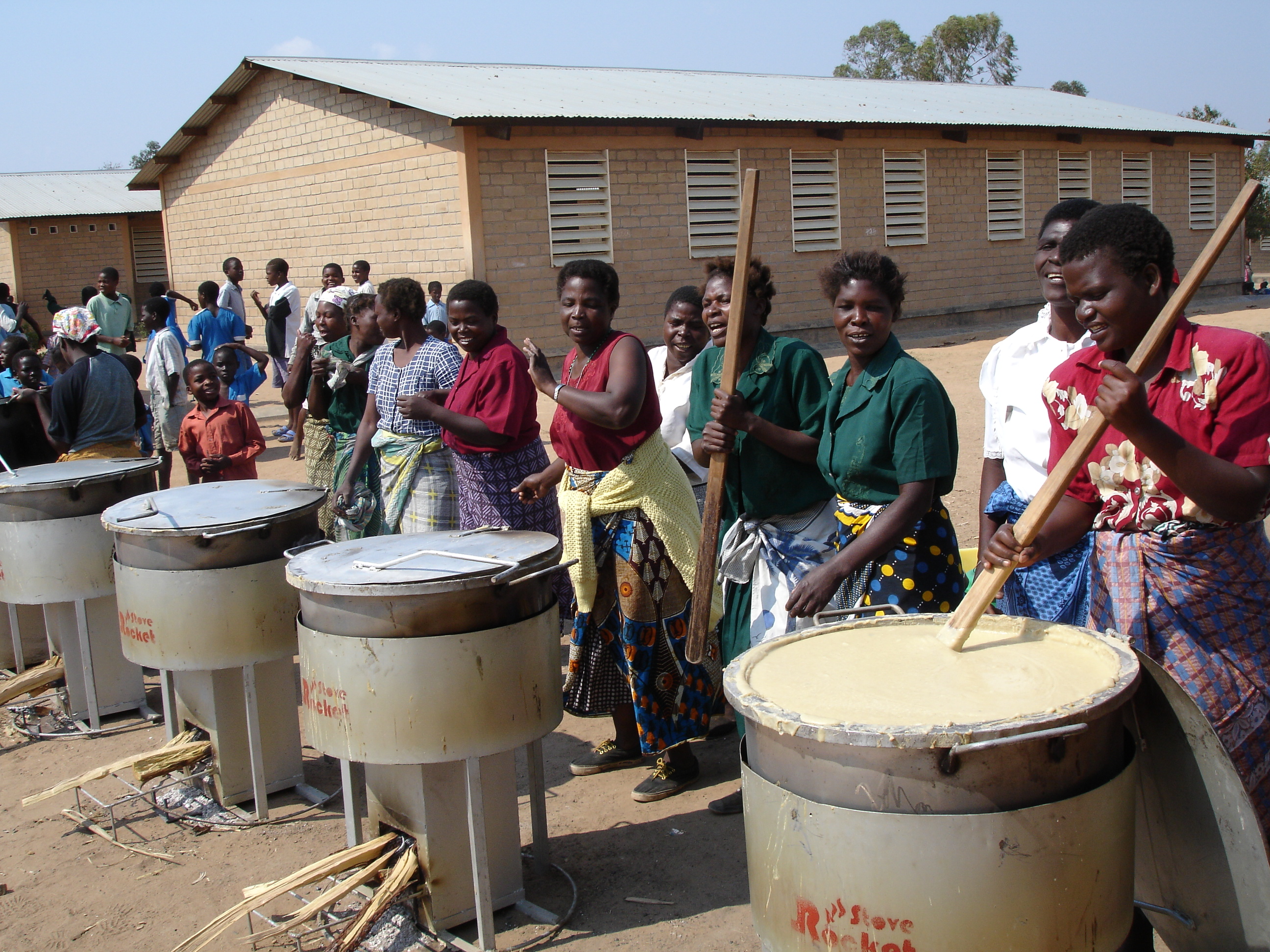
Freiwillige bereiten „Likuni Phala“ vor

Mary’s Meals arbeitet eng mit den lokalen Gemeinden zusammen. In der Regel wird Land geschenkt, um eine benachbarte Küche zu bauen. Lehrer und Eltern organisieren eine Gruppe von Freiwilligen, die sich beim Kochen und Ausgeben der Mahlzeiten abwechseln. Dabei stellt Mary’s Meals die Küche, die Kücheneinrichtung und entsprechendes Training, bietet eine ständige Unterstützung an und versorgt die Projektländer mit den Zutaten. Jedes Projekt wird dabei regelmäßig von Mitarbeitern der Hilfsorganisation besucht, unterstützt und kontrolliert. Ebenso werden Daten von den Schulen gesammelt, um die Auswirkungen der Bereitstellung von Schulmahlzeiten auf die Schüler zu überprüfen.

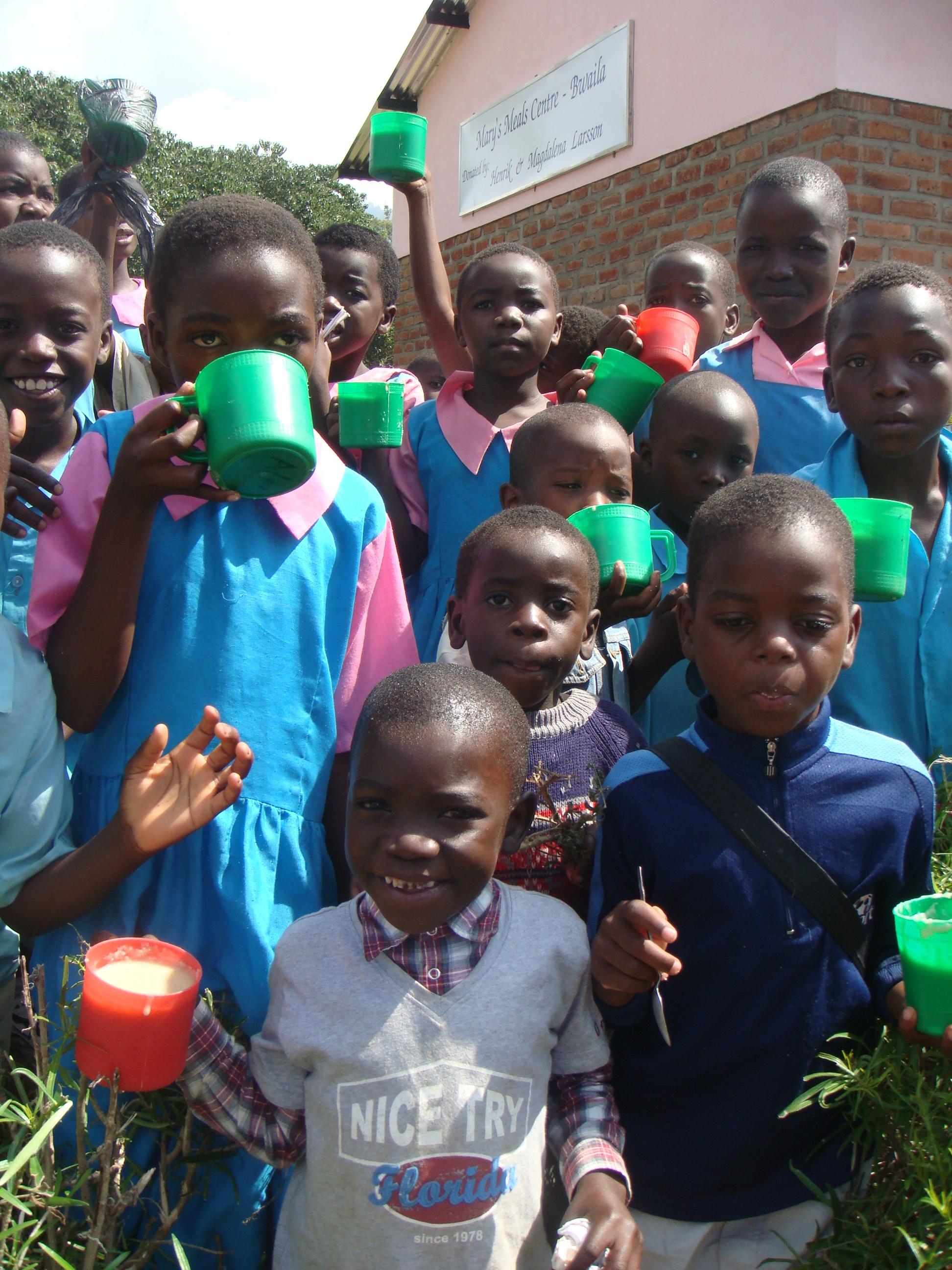
Kinder in Malawi mit dem Maisbrei „Likuni Phala“

Mary’s Meals Malawi ist mit über einer Million erreichten Kindern das größte Schulspeisungsprojekt der Wohltätigkeitsorganisation. Der Brei, den die Kinder in dem Land erhalten, wird aus einer speziellen Mehlsorte aus Mais- und Sojamehl namens „Likuni Phala“, hergestellt und von etwa 80.000 Freiwilligen meist von den Müttern der Kinder, in den Schulen angerührt und verteilt.
Je nach Land erhalten die Schülerinnen und Schüler andere Gerichte: In Simbabwe und Sambia ist es ebenfalls Mais-Soja-Brei, in Indien ist es zum Beispiel Linsen-Dhal oder Gemüsecurry mit Reis und in Syrien und im Libanon gefüllte Sandwiches.

### Nachhaltigkeit und Spendengelder
Nachhaltiges Wirken ist für die Organisation sehr wichtig. Die Güter werden vor Ort gekauft, so dass dies auch zum Wirtschaftswachstum in den Regionen beiträgt. Die Hilfsorganisation hat alle Langzeitwirkungen im Blick, verfügt über Ausstiegsstrategien und richtet alle Projekte auf Selbstverantwortung und Zukunftsfähigkeit der Gemeinschaften, in denen sie arbeitet, aus. Mary’s Meals hat sich verpflichtet, nicht mehr als 7 % für Fundraising und Verwaltung auszugeben. Laut aktuellem Finanzbericht beliefen sich die Aufwendungen im Jahr 2018 auf 19,9 Millionen Pfund (etwa 22 Millionen Euro). Davon seien 98,5 % in gemeinnützige Aktivitäten geflossen.

## Rucksackprojekt

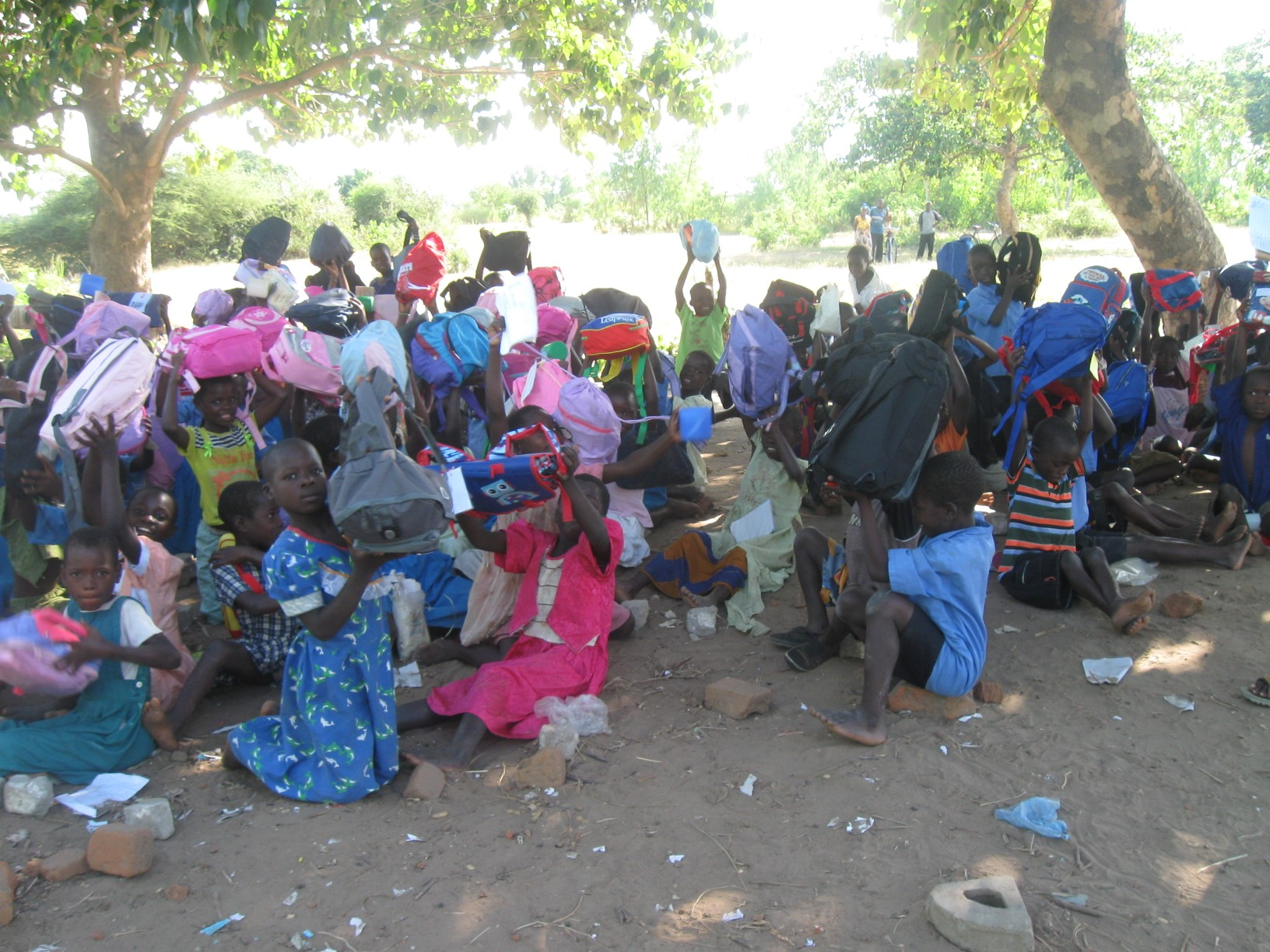
Ausgabe der Rucksäcke in der Chisebe Primary School, Malawi

Zusätzlich zu den Schulspeisungen führt Mary’s Meals seit einigen Jahren das sogenannte Rucksackprojekt durch. Dabei werden gebrauchte Rucksäcke – hauptsächlich von Schulkindern – aus Deutschland, Österreich, Italien, Großbritannien und Irland mit verschiedenen Gegenständen für den Schulbesuch und den Alltag gefüllt und nach Malawi und Liberia mit einem Containerschiff transportiert. Der Transport lohne sich im Vergleich zum Kauf vor Ort, da es sich bei den lokalen Schulmaterialien größtenteils um Importware handle, die sich die Familien kaum leisten könnten, und weil die Transportkosten pro Rucksack gering seien. Insgesamt wurden so inzwischen über 500.000 Schulranzen gesammelt.

## Fill-Mugs-Projekt
Seit 2017 organisiert Mary’s Meals auch das Fill-Mugs-Projekt. Ein Projekt, bei dem Schulkinder deutschlandweit normale Tassen durch Aufklebersets zu einer Mary’s Meals Spendentasse umrüsten können. Das Ziel ist es dann, die Tassen mit Kleingeld zu füllen z. B. durch den Verzicht auf Kleinigkeiten, das Erledigen von kleinen Aufgaben gegen eine Spende oder einfach das Sammeln des Einkaufsrestgelds. Durch das Fill-Mugs-Projekt haben Kinder die Chance Kindern in armen Regionen ein Schulessen zu ermöglichen. Im Jahr 2019 wurden mit dem Fill-Mugs-Projekt rund 25.000 Euro gesammelt. Das entspricht der Ernährung von ca. 1360 Kindern.

## Move-for-Meals
Move-for-Meals ist ein weiteres Projekt von Mary’s Meals. Bei der Move-for-Meals Aktion, werden von Mai bis Juli spenden gesammelt. Hierbei zählt jeder zurückgelegte Kilometer, um das Strecken- und Spendenziel zu erreichen. Move for Meals erlangte viel Medienaufmerksamkeit im Sommer 2020 durch eine 97-jährige Unterstützerin aus Nottuln, die 100 Kilometer mit ihrem Rollator zurücklegte und somit eine Summe von fast 64.000 Euro sammeln konnte. Damit sicherte die 97-Jährige rund 3.200 Kindern eine Schulmahlzeit.

## Mary’s Meals Deutschland

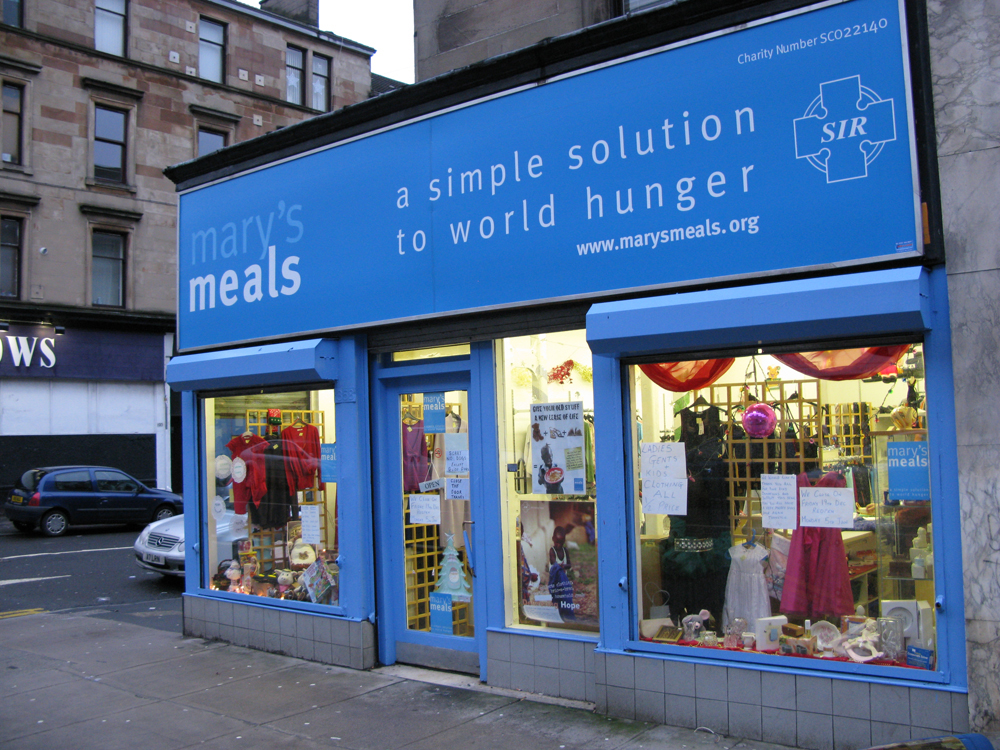
Ein Mary’s Meals-Laden

Mary’s Meals Deutschland e. V. entstand im Jahr 2004 als Schwesterorganisation von Mary’s Meals, mit dem Ziel, die internationale Hilfsorganisation zu unterstützen. Der Sitz des als mildtätig anerkannten Vereins liegt in Mainz. Auch in Deutschland arbeiten fast alle Mitglieder ehrenamtlich. Im Jahr 2018 konnte Mary’s Meals Deutschland etwa 1,5 Millionen Euro an Spenden sammeln. Im Jahr 2020 waren es rund 2,4 Millionen Euro an Spenden die Mary’s Meals Deutschland sammeln konnte. Damit allein werden rund 126.000 Kinder ein Jahr lang ernährt. Zudem wurden im Jahr 2020 Sachspenden in Höhe von rund 150.000 Euro eingenommen insbesondere durch das Rucksackprojekt, welches 4.720 Schulrucksäcke enthält, die nach Malawi verschifft worden sind.
Zu größerer Bekanntheit erlangte Mary’s Meals in Deutschland durch Aufrufe zur Teilnahme am Rucksackprojekt. Ebenso führten verschiedene Radio- und Fernsehauftritte von Magnus McFarlane-Barrow, Milona von Habsburg und der ehemaligen Vorsitzenden Ursula Schwarz zu einem größeren Bekanntheitsgrad der Organisation. Im Sommer 2020 kam die große Move for Meals Kampagne dazu, welche in den Medien, vor allem durch die fast 100-jährige Marietheres Wübken, viel Aufmerksamkeit gewann.
2019 haben sich zudem Hochschulgruppen in Mainz, Bonn und Frankfurt gegründet. Neu gegründet wurde im Jahr 2021 die Mary’s Meals Hochschulgruppe in München mit derzeit fünf Mitgliedern (Stand: September 2021).

## Mary’s Meals Österreich
Mary’s Meals in Österreich hat seinen Hauptsitz in Wien., Ziel der Arbeit ist die Unterstützung und das Bekanntmachen der Organisation in Österreich. Dies funktioniert in erster Linie durch Grassroot-Arbeit. So besuchen Mitarbeiter und Unterstützer der Organisation Schulen, Pfarren, Veranstaltungen, Organisationen und Unternehmen, um das Projekt vorzustellen. Zudem wurden Mary’s Meals’ Benefiz-Veranstaltungen an verschiedenen Orten Wiens wie dem MAK-Café dem Stadtpalais Liechtenstein und dem Schloss Schönbrunn von zahlreichen Gästen, darunter bekannte Persönlichkeiten aus Politik, Kultur und Medien, besucht.

## Dokumentationen
- Charles Francis Kinnane: Child 31. Grassroots Films 2012, 32 Minuten.
- Charles Francis Kinnane: Generation Hope. Kinnane Films / Delgado Films 2016, 35 Minuten.
- Sean Bloomfield, (Staring Gerard Butler): Love Reaches Everywhere. Stella Mar Films 2020, 35 Minuten.